# ویلیام سوم
ویلیام سوم یا ویلیام اورانژ-ناسو (William of Orange-Nassau) (متولد: ۱۴ نوامبر ۱۶۵۰ در لاهه – درگذشت: ۸ مارس ۱۷۰۲ در لندن) شاهزادهٔ اورانژ از زمان تولدش، فرماندار ایالت‌های اصلی جمهوری هلند از ۲۸ ژوئن ۱۶۷۲ و پادشاه انگلستان، اسکاتلند و ایرلند از ۱۱ آوریل ۱۶۸۹ تا پایان عمرش بود. در این سلطنت تا ۲۸ دسامبر ۱۶۹۴ همسر او ماری دوم نیز که دختر جیمز دوم پادشاه مخلوع دومین دورهٔ خاندان استوارتها بود شرکت داشت.
ویلیام در خاندان اورانژ-ناسو به دنیا آمد. وی فرزند ویلیام دوم اورانژ و ماری دختر چارلز یکم، فرمانروای انگلستان بود. وی شاهزاده نشین اورانژ را از پدرش به ارث برد که یک هفته قبل از تولدش مرده بود. مادرش مری دختر چارلز یکم پادشاه انگلستان بود. ویلیام در سال ۱۶۷۷ با دختر دایی ۱۵ ساله‌اش مری دختر جیمز دوم ازدواج کرد.

## فرمانداری هلند
پس از حملهٔ لوئی چهاردهم، فرمانروای فرانسه به هلند در ۱۶۷۲، ویلیام به عنوان فرماندار و آدمیرال هلند انتخاب شد. وی با مهاجمان فرانسوی سرسختانه جنگید و حتی در ۱۶۷۳ آب‌بندهای اطراف آمستردام را شکافت تا از طریق سیل راه‌انداختن مانع پیشروی سپاهیان فرانسوی شود.
اگرچه در این نبردها هلندی‌ها شکست‌های سختی خوردند اما در نتیجهٔ سیاست‌ورزی‌های شایستهٔ ویلیام و تقویت روابط با انگلستان از طریق ازدواج ویلیام با دختر دایی‌اش شاهزاده خانم ماری، دختر جیمز دوم فرمانروای انگلستان، لوئی چهاردهم به سود هلند به پایان جنگ موافقت کرد.

## انقلاب شکوهمند

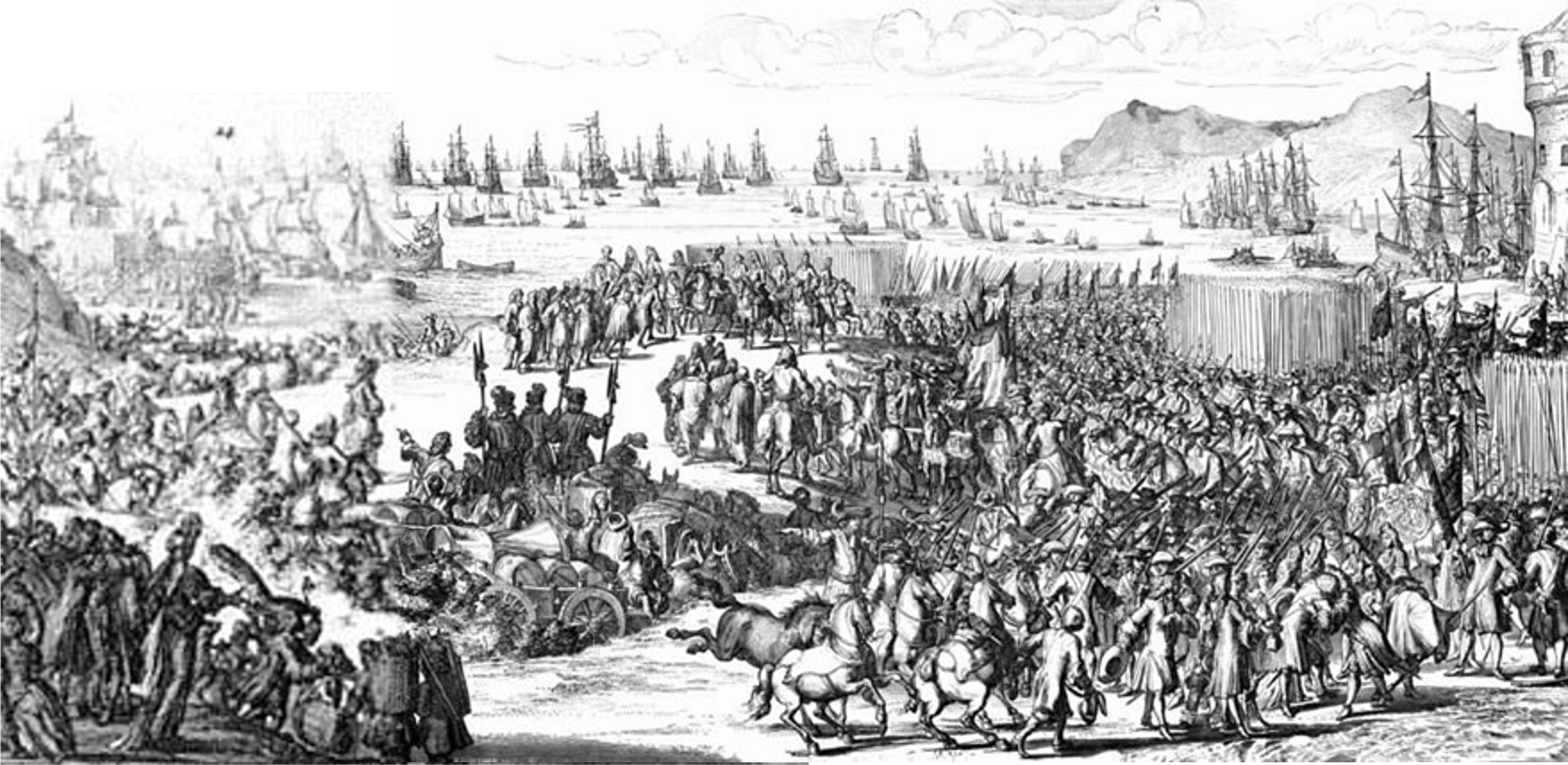
ورود ویلیام سوم از اورانژ به انگلستان، ۱۵ و ۱۶ نوامبر ۱۶۸۸

ویلیام در جریان استمداد انقلاب مردم انگلستان علیه ظلم و جور جیمز دوم، به انگلستان حمله کرد و در سال ۱۶۸۹ میلادی، با عنوان ویلیام سوم مشترکاً به همراه همسرش ماری دوم پادشاه انگلستان شد. اسکاتلندی‌ها نیز ویلیام سوم را همراه با ملکه ماری، رسمأ به پادشاهی قبول کردند. ماری دوم در سال ۱۶۹۴ در گذشت. ویلیام سوم تا سال ۱۷۰۲ به تنهائی سلطنت کرد. بعد از مرگ ویلیام سوم آن ملکه شد.
انقلاب سال ۱۶۸۹ که در تاریخ بنام انقلاب شکوهمند معروف است، بدون خونریزی، راه جدیدی را در تاریخ این کشور گشود، که در عصر خود بی نظیر بود. یک قرن و نیم جنگ‌های داخلی و مذهبی، که شیرازهٔ مملکت را از هم پاشیده بود، با استقرار یک رژیم مشروطهٔ سلطنتی، پایان یافت. پیروزی ویلیام در نبرد بوین در سال ۱۶۹۰ هنوز توسط پروتستان های ایرلند شمالی و اسکاتلند گرامی داشته می‌شود.

## نگارخانه
